# Jongno-gu
Jongro-gu (Hangul: 종로구 (Chông-nô-gu); Hanja: 鍾路區; Hán Việt: Chung Lộ khu) là một quận (gu) của thủ đô Seoul, Hàn Quốc. Địa danh này dịch nghĩa ra tiếng Việt có thể hiểu là "khu phố chuông". Quận này nằm ở trung tâm Seoul, có diện tích 23,92 km²>, được chia ra thành 19 phường (dong).
Một số trường đại học và cao đẳng nằm ở đây, bao gồm khu trường sở chính của  Đại học Sungkyunkwan và Đại học nữ Baehwa.
Quận này cũng có nhiều điểm thu hút du khách, bao gồm cả suối Cheonggyecheon và các đền Insa-dong (Nhân Tự) và Jongmyo (Tông Miếu).  Nhiều cung điện thời Joseon cũng nằm ở đây bao gồm cung Gyeongbok (Khánh Phúc), cung Changdeok (Xương Đức), cung Changgyeong (Xương Khánh), và cung Unhyeon (Vân Hiện), Namdaemun. Các viện bảo tàng như Bảo tàng Quốc gia Hàn Quốc, Bảo tàng Khoa học Quốc gia Hàn Quốc cũng tọa lạc tại đây.

## Phân cấp hành chính
Các động (phường) hành chính (행정동)
| \| - Cheongunhyoja-dong (청운효자동 淸雲孝子洞 Thanh Vân Hiếu Tử động) - Sajik-dong (사직동 社稷洞 Xã Tắc động) - Samcheong-dong (삼청동 三淸洞 Tam Thanh động) - Buam-dong (부암동 付岩洞 Phó Nham động) - Pyeongchang-dong (평창동 平倉洞 Bình Thương động) - Muak-dong (무악동 毋岳洞 Vô Nhạc động) - Gyonam-dong (교남동 橋南洞 Kiều Nam động) - Gahoe-dong (가회동 嘉會洞 Gia Hội động) - Jongno-1.2.3.4 ga-dong (종로1.2.3.4가동 鍾路 Chung Lộ 1.2.3.4 Nhai động) \| - Jongno-5.6 ga-dong (종로5.6가동 鍾路5.6街洞 Chung Lộ 5.6 Nhai động) - Ihwa-dong (이화동 梨花洞 Lê Hoa động) - Hyehwa-dong (혜화동 惠化洞 Huệ Hoá động) - Changsin 1-dong (창신1동 昌信洞 Xương Tín động) - Changsin 2-dong (창신2동 昌信洞) - Changsin 3-dong (창신3동 昌信洞) - Sungin 1-dong (숭인1동 崇仁洞 Sùng Nhân động) - Sungin 2-dong (숭인2동 崇仁洞) \| | |
| - Cheongunhyoja-dong (청운효자동 淸雲孝子洞 Thanh Vân Hiếu Tử động) - Sajik-dong (사직동 社稷洞 Xã Tắc động) - Samcheong-dong (삼청동 三淸洞 Tam Thanh động) - Buam-dong (부암동 付岩洞 Phó Nham động) - Pyeongchang-dong (평창동 平倉洞 Bình Thương động) - Muak-dong (무악동 毋岳洞 Vô Nhạc động) - Gyonam-dong (교남동 橋南洞 Kiều Nam động) - Gahoe-dong (가회동 嘉會洞 Gia Hội động) - Jongno-1.2.3.4 ga-dong (종로1.2.3.4가동 鍾路 Chung Lộ 1.2.3.4 Nhai động) | - Jongno-5.6 ga-dong (종로5.6가동 鍾路5.6街洞 Chung Lộ 5.6 Nhai động) - Ihwa-dong (이화동 梨花洞 Lê Hoa động) - Hyehwa-dong (혜화동 惠化洞 Huệ Hoá động) - Changsin 1-dong (창신1동 昌信洞 Xương Tín động) - Changsin 2-dong (창신2동 昌信洞) - Changsin 3-dong (창신3동 昌信洞) - Sungin 1-dong (숭인1동 崇仁洞 Sùng Nhân động) - Sungin 2-dong (숭인2동 崇仁洞) |

## Đơn vị kết nghĩa
- Đông Thành, Bắc Kinh, Trung Quốc